# Bishop W. Perkins

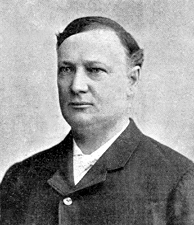
Bishop W. Perkins

Bishop Walden Perkins, född 18 oktober 1841 i Rochester, Ohio, död 20 juni 1894 i Washington, D.C., var en amerikansk republikansk politiker. Han representerade delstaten Kansas i båda kamrarna av USA:s kongress, först i representanthuset 1883–1891 och sedan i senaten 1892–1893.
Perkins studerade vid Knox College i Galesburg, Illinois. Han deltog i amerikanska inbördeskriget i nordstatsarmén och befordrades till kapten. Han studerade sedan juridik i Ottawa, Illinois och inledde 1867 sin karriär som advokat i Princeton, Indiana. Han flyttade vidare till Kansas och fortsatte att arbeta som advokat där. Han var 1869 åklagare i Labette County och därefter domare 1870–1882.
Perkins blev invald i representanthuset i kongressvalet 1882. Han omvaldes tre gånger. Han besegrades av populisten Benjamin H. Clover i kongressvalet 1890.
Senator Preston B. Plumb avled i december 1891 i ämbetet. Perkins tillträdde som senator den 1 januari 1892. Han efterträddes 1893 av John Martin.